# Falcaria (plante)
Pour les articles homonymes, voir Falcaria.
Genre
Classification APG III (2009)
Falcaria est un genre de plantes à fleurs de la famille des Apiaceae (Ombellifères). Ce sont des plantes herbacées originaires d'une zone allant de l'Europe centrale à l'Asie centrale.

## Liste d'espèces
- Falcaria falcarioides (Bornm. & H. Wolff) H. Wolff
- Falcaria vulgaris Bernh. - Falcaire commune (= Falcaria rivini Host)